# Il giorno (Parini)
Il giorno è un poemetto didascalico-satirico in endecasillabi sciolti scritto da Giuseppe Parini e che mira a rappresentare, attraverso l'ironia e la satira antifrastica, i costumi dell'aristocrazia milanese decaduta del Settecento.
Il poemetto era inizialmente diviso in tre parti ed era ancora incompleto all'epoca della composizione dell'Ode La Caduta sul finire del 1785; il progetto iniziale prevedeva una divisione in tre parti: Mattino, Mezzogiorno e Sera. Il Mattino e il Mezzogiorno furono pubblicati a Milano rispettivamente nel 1763 e nel 1765. In seguito, come conferma la lettera a Giambattista Bodoni del 18 novembre 1791, l'autore ideò un nuovo progetto del Giorno diviso ora in 4 sezioni: Il Mattino, Il Meriggio, Il Vespro e La Notte. Le prime due sezioni risultano variamente modificate rispetto ai corrispettivi del '63 e del '65, mentre le ultime due parti (nate dal cantiere della Notte del primo progetto) rimasero incompiute. Di queste però conosciamo alcuni appunti e ci sono pervenuti frammenti poetici. Il poema completo uscì postumo nel 1801, nel primo dei sei volumi dell'edizione completa delle Opere di Giuseppe Parini a cura di Francesco Reina.

## Trama

### Mattino
Il "Giovin signore" (questo è l'epiteto perifrastico con cui l'autore chiama il protagonista), nobile per nascita o per titolo comprato dai suoi avi è còlto nel momento del risveglio in tarda mattina e il narratore, presentandosi come "precettor d'amabil rito", cioè degli impegni che dovranno riempire di piacere la giornata del nobile, richiede ascolto. Per tutta la notte il giovin signore era stato sommerso dai suoi onerosi impegni mondani, andando a letto all'alba, mentre il "volgo", rappresentato da un contadino e da un fabbro, si alza all'alba. Al risveglio, deve scegliere tra il caffè (se tende ad ingrassare o si sente annoiato e di malumore) e la cioccolata (se ha bisogno di digerire la cena della sera prima): la critica ai nobili inizia con questo scambio fra il giorno e la notte e passa al colonialismo, accennando ai popoli americani sterminati affinché gli europei godessero dei due prodotti. Il nobiluomo verrà poi annoiato da visite importune, come un artigiano che richiede il compenso per un lavoro, un avvocato che reclama la parcella o un mercante ciarlatano. Il Poeta critica le occupazioni oziose del Giovin Signore - mentre per contro anticamente i nobili erano i bellatores, ossia la classe guerriera per definizione - nonché il fatto che non abbia frequentato la scuola (Parini fa capire l'importanza dell'istruzione, ma in un altro verso anche di essere contro le punizioni corporali dei ragazzini) e che abbia viaggiato all’estero come si usava allora (il Grand Tour volto all’istruzione e all’informazione) indugiando nelle case da gioco e di piacere. Seguono le cosiddette visite gradite, per esempio il maestro di francese, danza, canto e violino. Dopodiché non resta che fare toilette e darsi nel frattempo ad alcune letture, volte a sfoggiare la propria "cultura" nell'ambiente mondano, e il precettore invita il Giovin Signore a sfogliare a caso le pagine di La pucelle di Orleans di Voltaire, ad esempio, o leggere gli scritti di Ninon de Lenclos. Viene vestito poi con abiti nuovi e si procura vari accessori tipici del gentiluomo settecentesco: un astuccio, una boccetta profumata, un cuscino, un prezioso confetto, dell'oppio, un cannocchiale, un giornale francese, un taccuino, una "picciol guaina" contenente spilli, un coltello, una tabacchiera preziosamente ornata, anelli. Per ricordare tutti questi oggetti il poeta invoca le Muse figlie della Memoria. Quanto al cannocchiale, importante invenzione del XVII sec., Parini omette qualsiasi uso scientifico di questo strumento da parte del Giovin Signore, che lo utilizza unicamente per spiare i nobili sui palchi del teatro o per altre attività vane. Poi, il protagonista, passando nel corridoio davanti ai ritratti degli antenati, si prende tempo per guardarli e ridere del loro aspetto antiquato (mentre il poeta si focalizza nel descriverne l'operato, come monito al giovane: uno difese la sua città dai Saraceni, uno lavorò da avvocato e insegnò giurisprudenza, uno fece costruire fontane a beneficio di tutti...) sale in carrozza per recarsi dalla dama di cui è cavalier servente, e peggio per qualche popolano se la carrozza, trovandoselo davanti all’improvviso, gli romperà le gambe.

### Mezzogiorno, rinominato successivamente Meriggio
Il narratore evoca l'immagine dei poeti dell'epopea antica (Odissea ed Eneide) che erano soliti accompagnare i pasti con il canto: nell'ordine Parini cita Iopa (Eneide) e Femio (Odissea). Viene così introdotta la materia del Mezzogiorno, seconda parte del poemetto: un banchetto aristocratico.
La dama di cui il protagonista è cavaliere servente si è preparata all'evento, seguita a lungo da un'indaffarata cameriera, mentre il marito tollera l'attesa pur avendo fame. Il Giovin Signore, arrivato a casa della dama dove verrà servito il pasto a metà pomeriggio (si evince l’orario da un verso), incontra il marito della suddetta, che appare freddo ed annoiato; l'uomo, secondo i dettami della vita nobiliare, lascia la moglie in compagnia del cavaliere servente, che le terrà compagnia, le mostrerà quali cibi sia bene accettare e quali rifiutare. Finalmente i convitati si accomodano e il Poeta, notando la ricchezza delle prelibatezze, racconta al Giovin Signore la favola mitologica sull'origine della Voluttà, che pretende di giustificare la diversità fra nobili e non nobili, nonostante la nascita inizialmente uguale, dall'aver accolto il Piacere dal cielo (eguaglianza che Parini ristabilisce nel Dialogo sopra la nobiltà, nel quale oltretutto mette un nobile a dire, subito smentito, che il suo sangue è molto più puro di quello del poeta e dei non nobili, idea che sempre in modo antifrastico Parini riprende nella Notte).
I discorsi attorno al desco si susseguono: un commensale esibisce a tutti con orgoglio la sua particolare tabacchiera francese ed esclama così, fiero di possedere un oggetto così unico, che gli artigiani italiani non sono capaci di eseguire lavori così elaborati e alla moda; segue una polemica di Parini contro il primato del commercio sull'agricoltura. Un altro divora il cibo e non fa parola, certamente scandalizzando le anime dei suoi antenati che vedono lui divorare ciò che essi hanno faticosamente ammassato. Poi è il turno di un commensale vegetariano (il vegetarianesimo era una moda discretamente diffusa tra gli aristocratici di allora), casualmente seduto accanto al vorace suddetto, che parla in difesa degli animali e si infervora contro i primi che li hanno macellati (il poeta fa capire che lo sdegno del personaggio non è diretto contro l’assoggettamento della classe lavoratrice, e quindi portando a una frecciata su chi eguaglia gli animali all'uomo ma non gli uomini fra loro). La sua invettiva fa ricordare alla dama il giorno funesto in cui la sua cagnolina, la vergine cuccia (vv. 517-556), morse il piede ad un anziano servo: preso alla sprovvista, lui la scrollò con un calcio e la cagnolina guaì, come per chiedere aiuto. Tutti nel palazzo accorsero, la padrona svenne e, quando ebbe ripreso i sensi, punì il servo con il licenziamento: egli, nonostante i venti anni di diligente servizio (ecco che l'ironia sorridente di Parini si trasforma in vero sarcasmo e indignazione per la sorte dell'uomo; in più, la dizione zelo d'arcani uficij potrebbe riferirsi al fatto che l'uomo si occupava della corrispondenza fra la padrona il cicisbeo) non riuscì mai più a trovare un impiego e rimase in strada con la famiglia, essendosi sparsa la notizia del suo "delitto". Seguono lo sfoggio della cultura da parte dei commensali, le ultime portate, il caffè, lo spargimento di aromi che devono celare i “vili” odori residui del pranzo e la descrizione del rumoroso giuoco del tric trac (oggi backgammon): in origine, quando i mariti erano ancora gelosi delle loro donne, queste ultime insieme agli amanti cercavano di non far ascoltare le loro conversazioni ai gelosi mariti (Parini spesso evoca l'immagine della violenza dei mariti: celebre l'invettiva "Ahi pazza Italia" per cui l'Italia è definita "gelosa" dai Paesi vicini, invettiva che descrive i matrimoni di interesse, la scissione conseguente in termini mitici fra Amore e Imene, gli adultèri e le loro conseguenze) grazie al rumore dei meccanismi del gioco. Questo espediente era stato trasmesso agli avi del Giovin Signore, ricorda il poeta con una sorta di favola mitologica, dal Dio Mercurio, che viene ricordato per il rapimento di Io. Tuttavia, all'epoca del cicisbeismo, il tric trac veniva reso meno rumoroso da panni posti tra i meccanismi del gioco: Parini spiega che ciò era determinato dall'assenza ormai, viste le mode recenti, del bisogno degli amanti di celare conversazioni a mariti gelosi. Così si conclude il Mezzogiorno.
Tra i molti poemetti settecenteschi quello che più sembra anticipare il tono de Il Giorno è certamente The rape of the lock (Il rapimento del ricciolo) del poeta inglese Alexander Pope (1688-1744). Proveniente da un'agiata famiglia e frequentatore dei salotti dell'alta società londinese, Pope non risente naturalmente dell'urgenza delle stesse istanze sociali da cui prende materia la satira pariniana; significativo è però il suo lungo apprendistato sui classici, consacrato dalla notevole traduzione in distici dell'Iliade (1715-20) e da quella dell'Odissea (1725-26). Il fortunatissimo Rapimento del ricciolo (pubblicato una prima volta nel 1712 e, ampliato in cinque canti, due anni più tardi) codifica le regole fondamentali della trasformazione eroica di una materia frivola e inconsistente (quale è appunto la giornata del «giovin signore» pariniano).

### Vespro
Si apre con una descrizione del tramonto: per gli animali e il "volgo" la giornata finisce, invece il Giovin Signore e la dama fanno visita agli amici e vanno in giro in carrozza, ma solo dopo che la donna ha congedato pateticamente la sua cagnetta e il Giovin Signore si è rassettato davanti allo specchio. L'autore ci presenta diversi aristocratici frivoli e vanitosi, che fanno sfoggio di carrozze pompose e si illudono di essere glorificati da tutti i presenti. Seguono i borghesi che si sono procurati i lacché per mettersi in pari con i nobili (ovviamente Parini deride la vanità di entrambi). Poi si recano da un amico ammalato, solo per lasciargli il biglietto da visita, e da una nobildonna che ha appena avuto una crisi di nervi, mentre discutono su una marea di pettegolezzi. A questo punto il Giovin Signore annuncia la nascita di un bambino, il figlio primogenito di una famiglia nobiliare.

### Notte
Ultima parte, divisa fra una parte maggiore e alcuni frammenti. Dopo un finto rammarico che il buio nasconda egualmente “i cenci e l’oro” (nuova distruzione del classismo), i due amanti prendono parte ad un ricevimento notturno organizzato nel palazzo di un'anziana matrona, ed il narratore inizia la descrizione dei diversi personaggi della sala, in particolare degli "imbecilli", caratterizzati da sciocche manie (una per tutte, forse il più noto, un nobile che ha passato 10 anni a sfilare i fili d'oro da un arazzo rappresentante il rapimento di Elena, solo per divertimento e non per il ricupero mirato noto come perfilage, 10 anni quanti durò la guerra conseguente alla scena rappresentata) e da un vuoto interiore che cercano di colmare con le loro fisime. Segue la disposizione dei posti ai tavoli da gioco (che possono risvegliare vecchi amori o creare intrighi), infine i giochi veri e propri e la degustazione dei gelati. Così si conclude la "dura" giornata del nobile italiano del Settecento, che tornerà a casa a notte fonda per poi risvegliarsi il mattino seguente, sempre ad ora tarda.

## Stile e significato dell'opera
L'impronta ironica del poema mira innanzitutto ad una critica nei confronti della nobiltà settecentesca italiana, ambiente che lo stesso Parini aveva frequentato come precettore di famiglie aristocratiche, e che quindi conosceva molto bene. Libertinismo, licenziosità, corruzione ed oziosità sono solo alcuni dei vizi che l'autore denuncia nella sua opera, incarnati perfettamente da questa classe sociale che, a giudizio del poeta, aveva perso quel vigore necessario a farsi guida del popolo, come invece era stata in passato. Parini infatti non si pone come nemico della casta nobiliare (come al contrario molti pensatori del suo tempo erano), ma si fa portavoce di una teoria secondo la quale l'aristocrazia vada rieducata al suo originario compito di utilità sociale, compito che giustifica appieno tutti i diritti ed i privilegi di cui gode, e la ricchezza vada investita nel bene di tutti cittadini e non nei divertimenti e nello sfarzo. Da qui si può comprendere come la sua polemica antinobiliare fosse in linea con il programma riformatore di Maria Teresa d'Austria, che puntava ad un reinserimento dell'aristocrazia entro i ranghi produttivi della società.
A spiegare la critica pariniana, è emblematica la definizione del "giovin signore" data nel proemio del Vespro, colui "che da tutti servito a nullo serve" giocando sull'ambivalenza del verbo servire: questo può significare "essere servo di" ma anche "essere utile a". Partendo da questo punto, si può cogliere come il poeta abbia intenzionalmente costruito l'intera opera sul gioco dell'ambiguità: a una lettura superficiale (e quindi del "giovin signore" stesso) il componimento può apparire un'esaltazione ed un'adesione agli atteggiamenti della classe nobiliare, ma un approfondimento fa invece emergere tutta la forza dell'ironia volta ad una vera e propria critica, nonché denuncia sociale. L'antifrasi è evidente anche nel ruolo di "precettor d'amabil rito" che l'autore intende assumere, incaricandosi d'insegnare, attraverso Il Giorno, come riempire con momenti ed esperienze piacevoli la noia della giornata d'un giovin signore. Ad accentuare il senso di monotonia oppressiva è la collocazione della narrazione sempre in ambienti chiusi o ristretti, come chiusa è la mentalità dei personaggi che li popolano. Ciò fa sì che quest'opera rientri nel genere della poesia didascalica, molto diffusa nell'epoca classica e nell'Illuminismo.
Le varie favole inserite all'interno dell'opera hanno anch'esse uno scopo didascalico, ma non solo: infatti, oltre a spiegare l'origine di vari costumi sociali hanno la funzione di rendere meno monotona la narrazione. Una è la favola di Amore e Imene che spiega l'origine del cicisbeismo: i due figli di Venere litigano, e la dea per conciliarli affida a ognuno di loro metà della giornata delle nobildonne, con Imene che accompagna le donne nel letto nuziale, orripilate dal vedere il marito come una contadinella che trova un serpente nel prato dove riposa, e Amore negli impegni mondani con l’amante di giorno (riferimento quindi ai matrimoni senza amore e alla suddetta presenza del cavalier servente, che di base è considerata una forma legalizzata di adulterio). Forse più nota è la favola mitologica della cipria (Mattino, vv. 749-795). Qui si narra che i vecchi un giorno osarono contendere ai giovani il diritto di precedenza al trono di Amore. Questi, non volendo diseguaglianze nel suo regno, impose l'uso del belletto in volto e della cipria sui capelli, che resero tutti simili; solo il tatto poté cogliere le differenze dell'età. Anche nella Notte Amore è protagonista di un breve discorso immaginario in cui vuole che esistano i divani e le poltrone ampi per consentire agli amanti di stare insieme (v.276-285).
La favola del Piacere (Mezzogiorno, vv. 250-328) narra che il Piacere fu mandato dagli dei tra gli uomini per rendere più varia la vita e serve a spiegare in modo scherzoso le differenze tra nobili e plebei: i primi avendo subito avvertito la presenza della nuova divinità, impararono a riconoscere il "buono", il "meglio", a sentire il fascino della bellezza femminile, a preferire i vini raffinati all'acqua di fonte, mentre i secondi ne rimasero insensibili e continuarono a vivere spinti dal bisogno, legati alla fatica, all'abbrutimento, alla povertà.
Lo stile è senza dubbio di alto livello, tipico del poema epico antico e della lirica classica: i frequenti richiami classici ed il tono solenne non sono da intendere solo nella loro funzione di supporto all'ironia ed alla finalità critica del componimento, ma anche come un gusto poetico estremamente colto, ricco e raffinato. La scelta stilistica del poeta di un linguaggio proprio dell'epica, di una grande attenzione ai particolari e di una minuziosità descrittiva, accompagna quindi quell'intento di ambiguità nei confronti della materia trattata: assumendo i personaggi dell'opera come veri e propri eroi del poema, mettendo su un piedistallo i loro vizi ed i loro modi di vivere, Parini riesce acutamente a sminuirli, provocando nel lettore sì un sorriso, ma un sorriso che sa di amaro. Si può tuttavia riscontrare nel poeta, oltre alla critica verso la nobiltà e la sua inutilità pratica, anche un senso di inconfessabile lussuria descrittiva nei confronti dello stile di vita e degli oggetti che fanno parte della sfera quotidiana del giovin signore.
La lentezza e la monotonia della vita ripetitiva di quest'ultimo è data infatti anche dal lungo soffermarsi della narrazione su tolette, specchi, monili e quant'altro di invidiabile Parini notava nella vita signorile. Grazie all'influenza della corrente sensista, quella pariniana non è semplice descrizione, ma pura evocazione e percezione della materia che stimola i sensi del poeta. Tale celata ammirazione si traduce in una polemica più pacata nella seconda parte dell'opera rispetto alle prime due sezioni. Se nel Mattino e nel Mezzogiorno gli attacchi sarcastici erano violenti e senza accenno di condono di qualsivoglia pecca, il Vespro e la Notte risentono dell'equilibrio stilistico e compositivo, nonché di tono, che si andava affermando alla fine del XVIII secolo grazie alla nascente sensibilità neoclassica.
Se consideriamo la prima parte de Il Mattino (vv. 33- 157) notiamo evidenziati il valore morale della laboriosità, la condanna del parassitismo e del lusso ozioso dei nobili, ma anche troviamo testimonianza dell'Illuminismo conservatore di Parini, influenzato dall'egualitarismo di Rousseau e dalla teoria economica dei fisiocratici, fondata sul lavoro agricolo più che sui commerci. Il poeta condanna con sarcasmo l'economia imprenditoriale che, per offrire nuovi generi di lusso (bevande esotiche e cibi deliziosi per i nobili), diviene occasione di ingiustizie sociali (le mille navi del colonialismo, v. 142) e di violenze al prezzo della libertà e della vita dei popoli (le atrocità commesse dai conquistadores Pizarro e Cortés, vv. 150-155).
In particolare poi il critico Attilio Momigliano evidenzia che il capolavoro delle canzonature pariniane, per la grandiosità e complessità di linee e sfumature, è il concilio dei numi (gli dei) nella sala della vecchia nobildonna. Si tratta di una scena che, per centinaia di versi, presenta una grande ricchezza di motivi caricaturali, descrittivi e sentimentali e si chiude con la scena del giuoco dei tarocchi e delle carte.
L'opera è dunque un poema didascalico-satirico, una satira di costume contro la nobiltà, ed esprime gli ideali della borghesia lombarda seguace dei princìpi dell'Illuminismo.

## Edizioni
- Giuseppe Parini, Edizione Nazionale delle Opere. Il Mattino (1763) - Il Mezzogiorno (1765), a cura di Giovanni Biancardi, introduzione di Edoardo Esposito, commento di Stefano Ballerio, Pisa - Roma, Serra, 2013
- Giuseppe Parini, Il Giorno, a cura di Dante Isella, Parma, Fondazione Pietro Bembo/Ugo Guanda Editore, 1996.